# Олинда Беја
Олинда Беја (рођена 8. децембра 1946. године) песникиња је, списатељица и приповедач рођена у држави Сао Томе и Принсипе. Емигрирала је у Португалију, тачније преселила се у град Визеу, да би касније постала званично португалски грађанин.

## Биографија
Рођена је у месту Гвадалупе на острву Сао Томе 1946. године, од оца Хосе де Беја Мартинс(португалског порекла) и мајке Марије Тринидаде Филипе(рођена на острву Сао Томе).
Око 12 година је живела на дивном острву, али је касније живела преко мора у хладним крајевима провинције Беира Алта, Португалија. Беја је добила лиценцу за модерне језике, француски и португалски на Универзитету у Порту. Била је наставница у средњој школи од 1976. године. Беја предаје португалски језик и културу у Швајцарској, а такође је и саветник за културу амбасадору Сао Томе и Принсипеа.
Освојила је књижевну награду Francisco José Tenreiro 2013. године за свој рад A Sombra do Ocá.
Године 2015, написала је књигу под називом Um Grão de Café (Кафа) са националним књижевним планом Португалије.